# Liste des monuments historiques nationaux de la province de Santa Cruz
Cet article recense les monuments historiques de la province de Santa Cruz, en Argentine.

## Liste
| Monument                                  | Commune                     | Adresse                                           | Coordonnées                        | Loi             | Notice | Catégorie           | Date | Illustration                    |
| ----------------------------------------- | --------------------------- | ------------------------------------------------- | ---------------------------------- | --------------- | ------ | ------------------- | ---- | ------------------------------- |
| Île Pavón sur le Río Santa Cruz           | Comandante Luis Piedrabuena |                                                   | 49° 59′ 57″ sud, 68° 55′ 18″ ouest | Décret no 10525 | 872    | Lieu historique     |      | Île Pavón sur le Río Santa Cruz |
| Ville de Puerto Santa Cruz                | Puerto Santa Cruz           |                                                   | à géolocaliser                     | Décret no 12466 | 873    | Lieu historique     |      | Image manquante Téléverser      |
| Village Nombre de Jesús (du nom de Jésus) | Détroit de Magellan         |                                                   | 52° 19′ 57″ sud, 68° 24′ 10″ ouest | Décret no 1202  | 874    | Lieu historique     |      | Image manquante Téléverser      |
| Río Gallegos                              | Guar Aiken                  |                                                   | à géolocaliser                     | Décret no 12466 | 875    | Lieu historique     |      | Image manquante Téléverser      |
| Paraje denominado "Cueva de las Manos"    | Lago Buenos Aires           | Area Alto Río Pinturas, estancia "Los Toldos"     | à géolocaliser                     | Loi no 24225    | 876    | Monument historique |      | Image manquante Téléverser      |
| Ville de Puerto San Julián                | Puerto San Julián           |                                                   | à géolocaliser                     | Décret no 12466 | 877    | Lieu historique     |      | Image manquante Téléverser      |
| Ruines espagnoles                         | Puerto San Julián           | Próximas al Pto. San Julián, a 7 km de San Julián | à géolocaliser                     | Décret no 23889 | 878    | Lieu historique     |      | Image manquante Téléverser      |
| Fort de Puerto Deseado                    | Puerto Deseado              |                                                   | à géolocaliser                     | Décret no 12466 | 879    | Lieu historique     |      | Image manquante Téléverser      |
| Balcon de Roca                            | Río Gallegos                | Piedra Buena 50                                   | à géolocaliser                     | Décret no 312   | 880    | Monument historique |      | Image manquante Téléverser      |
| Cathédrale Notre-Dame-de-Luján            | Río Gallegos                | Av. San Martín 757                                | à géolocaliser                     | Décret no 325   | 881    | Monument historique |      | Cathédrale Notre-Dame-de-Luján  |
| Colegio María Auxiliadora                 | Río Gallegos                | Av. Julio A. Roca 529                             | à géolocaliser                     | Décret no 2129  | 882    | Monument historique |      | Image manquante Téléverser      |